# Cucullia pura
Cucullia pura är en fjärilsart som beskrevs av Butler 1883. Cucullia pura ingår i släktet Cucullia och familjen nattflyn. Inga underarter finns listade i Catalogue of Life.